# Callistethus coeruleus
Callistethus coeruleus är en skalbaggsart som beskrevs av Ohaus 1908. Callistethus coeruleus ingår i släktet Callistethus och familjen Rutelidae. Inga underarter finns listade.